# Glycerinmonostearat
Glycerinmonostearat ist ein Gemisch von Monofettsäureestern des Glycerins, hauptsächlich der Stearin- und Palmitinsäure, mit wechselnden Mengen der Di- und Trifettsäureestern des Glycerins und enthält mindestens 40 % Glycerin-1-(palmitat, stearat).

## Gewinnung und Darstellung
Glycerinmonostearat bildet sich, wenn ein Gemisch von Stearin- und Palmitinsäure mit Glycerin verestert wird.

## Eigenschaften
| Glycerinmonostearat Stearinsäuremonoglycerid Glycerylmonostearat Monostearin E 471 GMS |                                                      |                                                      |
| Name                                                                                   | 1-Glycerinmonostearat                                | 2-Glycerinmonostearat                                |
| Strukturformel                                                                         |                                                      |                                                      |
| CAS-Nummer                                                                             | 123-94-4                                             | 621-61-4                                             |
| CAS-Nummer                                                                             | 31566-31-1 (Isomerengemisch)                         |                                                      |
| PubChem                                                                                | 24699                                                | 79075                                                |
| Wikidata                                                                               | Q5572563                                             | Q27145324                                            |
| Summenformel                                                                           | C21H42O4                                             | C21H42O4                                             |
| Molare Masse                                                                           | 358,56 g·mol−1                                       | 358,56 g·mol−1                                       |
| Aggregatzustand                                                                        | fest                                                 | fest                                                 |
| Kurzbeschreibung                                                                       | weißer bis gelber Feststoff                          | weißer bis gelber Feststoff                          |
| Schmelzpunkt                                                                           | 56–58 °C                                             | 56–58 °C                                             |
| Dichte                                                                                 | 0,92–0,93 g·cm−3                                     | 0,92–0,93 g·cm−3                                     |
| Löslichkeit                                                                            | praktisch unlöslich in Wasser (< 1 mg·l−1 bei 20 °C) | praktisch unlöslich in Wasser (< 1 mg·l−1 bei 20 °C) |
| GHS- Kennzeichnung                                                                     | \| keine GHS-Piktogramme \|                          | \| keine GHS-Piktogramme \|                          |
| H- und P-Sätze                                                                         | keine H-Sätze                                        | keine H-Sätze                                        |
| H- und P-Sätze                                                                         | keine P-Sätze                                        |                                                      |
| keine GHS-Piktogramme                                                                  |                                                      |                                                      |

Glycerinmonostearat ist eine weiße, feste, wachsartige Masse, die sich fettig anfühlt, mit einem Schmelzpunkt nicht unter 55 °C. Es ist praktisch unlöslich in Wasser, aber löslich in Diethylether.

## Verwendung
Glycerinmonostearat wird in der Pharmazie als nichtionischer Emulgator, Konsistenzgeber für halbfeste Zubereitungen, Gleit- und Schmiermittel in der Tablettenherstellung, Antiklebmittel und Dispergator in Umhüllungszubereitungen, Zusatz zu Retardarzneimitteln verwendet. Ansonsten ist das Hauptanwendungsgebiet im Nahrungsmittelsektor als deklarationspflichtiger Zusatzstoff.